# SN 2005kp
SN 2005kp – supernowa typu Ia odkryta 1 listopada 2005 roku w galaktyce A003053-0043. W momencie odkrycia miała maksymalną jasność 21,80m.